# Cimmeria (continente)
La Cimmeria è un microcontinente storico, esistito circa 200 milioni di anni fa.

## Storia
Le strutture continentali della Cimmeria si sono separate e spostate in direzione settentrionale rispetto a quelle della Gondwana durante il tardo Carbonifero, ed hanno colliso contro la Laurasia orientale (il microcontinente Siberiano) durante il tardo Triassico, assieme alle strutture tettoniche Cinesi.
La collisione ha creato nuove catene montuose tra la Siberia e la Cimmeria. La Cimmeria era costituita da parti dell'attuale Turchia, Iran, Afghanistan, Tibet, Indocina e Malaysia.
La Cimmeria era situata sulla Placca cimmeriana, un'antica placca tettonica andata in subduzione sotto la Laurasia.

## Influenze culturali
- La Cimmeria era la nazione d'origine di Conan il Barbaro (chiamato anche, appunto, Conan il Cimmero), protagonista di un ciclo Heroic fantasy scritto da Robert E. Howard, anche se non ha niente a che fare con la Cimmeria storica.